# بازار وکیل
مجموعه بازار وکیل یا وکیل‌الرعایا یکی از مشهورترین بازارهای سنتی و تاریخی ایران است که از بازار قیصریه لار الگو برداری شده است. این بازار که به فرمان کریم خان زند ساخته شده، اکنون در مرکز شهر شیراز (شرق میدان شهرداری) قرار گرفته است. در کنار بازار مکان‌های دیگر چون مسجد و حمام تاریخی وکیل نیز قرار گرفته‌اند. بنای بازار وکیل از سال ۱۱۳۷ خورشیدی آغاز شد و تا سال ۱۱۵۶ توسعه و تکمیل آن به طول انجامید. این اثر در تاریخ ۱۷ تیر ۱۳۵۱ با شمارهٔ ثبت ۹۲۴ به‌عنوان یکی از آثار ملی ایران به ثبت رسیده است. از بازار جهرم به عنوان خواهر دوقلوی این بازار یاد می‌شود.

## پیشینه

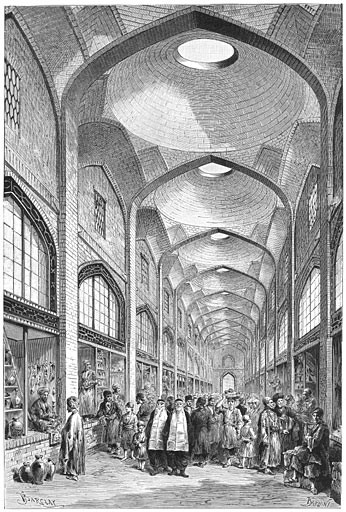
بازار وکیل شیراز اثر ژان دیولافوا

این بازار از بهترین آثار بر جای مانده از کریم خان زند است که هنوز مورد بهره‌برداری قرار دارد. گمان می‌رود شاه زند پس از دیدن بازار قدیمی لار (که قبل از دوران شاه عباس کبیر ساخته شده) طرح آن را در شیراز ریخته است. تمام کارهای بازرگانی، خرید و فروش کالاهای داخلی و خارجی و مبادلات پایاپای، صدور یا دریافت حوالجات و صرافی‌ها همگی در حجره‌های این بازار انجام می‌گرفته و در واقع بازار وکیل مانند قلب اقتصادی شیراز بوده است. ساخت این بازار حدود ۲۱ سال طول کشید.
بازار وکیل از دوران زندیه گسترش پیدا کرده و کسبه آن را مردم و بازرگانان شیراز تشکیل می‌دادند که نسل به نسل در این بازار مشغول به کار بوده‌اند و اکنون نیز حجره دارهایی هستند که این شغل و حجره را به ارث برده‌اند، نوادگان کسبه قدیمی بازار را می‌توان عمدتاً از فامیل آنها (داشتن شناسنامه و فامیل در زمان رضاشاه پهلوی اجباری شد) تشخیص داد. فامیل‌هایی همچون:پوست فروش، خورده فروش، سقط فروش، خز فروش و…
بازار وکیل سازمانی داشته که بازرگانان می‌توانستند با اطمینان کامل کالاهای خود را در آن به امانت بسپارند و در موقع لازم از آن استفاده نمایند. یکی از بازارهای قدیمی بزرگ ایران است.
فرصت‌الدوله شیرازی در آثار عجم دربارهٔ جایگاه و موقعیت این بازار چنین می‌نویسد: 
این بازار از نزدیکی دروازه اصفهان تا مدخل بازارهای قدیم امتداد دارد و مشتمل بر حجره‌هائی با سکوی پهن در طرفین و ۷۴ دهانه طاقهای بلند و خوش تناسب بوده است و چهار سوق بلندی در میان آن قرار داشته که بازارهای فرعی و غربی و شرقی آنرا قطع می‌نموده است.
مصالح ساختمانی این بازارها گچ و آجر وآهک بوده که روی پایه‌هائی از تخته سنگ‌های تراشیده قرار گرفته است. سقف چهار سوق که از چهار طرف آن چهار بازار منشعب می‌شود بسیار بلند و با سبک ساختمانی دلپسندی بنا شده است. بخش‌های گوناگون این بازارها، بر پایه صنایعی که در آن انجام می‌گرفته بنام‌های ویژه خود خوانده می‌شوند مانند: بازار بزرگ که انواع کالاها در آن یافت می‌شد. بازار بزازان، بازار بلور فروشان، بازار خیاط‌ها، بازار کلاهدوزها، بازار سراج‌ها و بازار شمشیرگرها.
فرصت‌الدوله شیرازی همچنین می‌نویسد: 
بازار وکیل یکی از بازارهای مرحوم کریم خان وکیل است قریب به مسجد وکیل چهار بازار از آجر و گچ ساخته شالوده‌های آن از سنگ‌های کلان قرار داده و در وسط چهار بازار چهارسوئی است که سقفش بسیار بلند و طرازش دلپسند است. کمتر بازاری در ایران بدین اسلوب و بنیان دیده می‌شود. یک بازار بزرگ تا برسد به چهارسوی مذکور چهل و یک طاق است، آنرا بازار بزازان گویند. از هر گونه اقشمه و امتعه دارد. سمار و بلورفروش و خیاط و غیره نیز در آن هست. بازار دیگر چهل و شش طاق است آنرا بازار کلاهدوزان نامند از کلاهدوز و اصناف دیگر دارد مع بسیاری از صرافان. بازار دیگر ده طاق است در آن تمام سراج و ترکش‌دوزاند در وسط بازار اول که بازار بزازان باشد نیز بازاری است یازده طاق در آن جماعت شمشیرگرانند. درب این بازار منتهی می‌شود بدرب مسجد وکیل . . ..
بازار وکیل در هنگام امتداد خیابان زند از سوی شهرداری شکافته شده به گونه‌ای که امروز خیابان زند عمود بر آن و از نزدیک چهار سوق بازار می‌گذرد.

## معماری

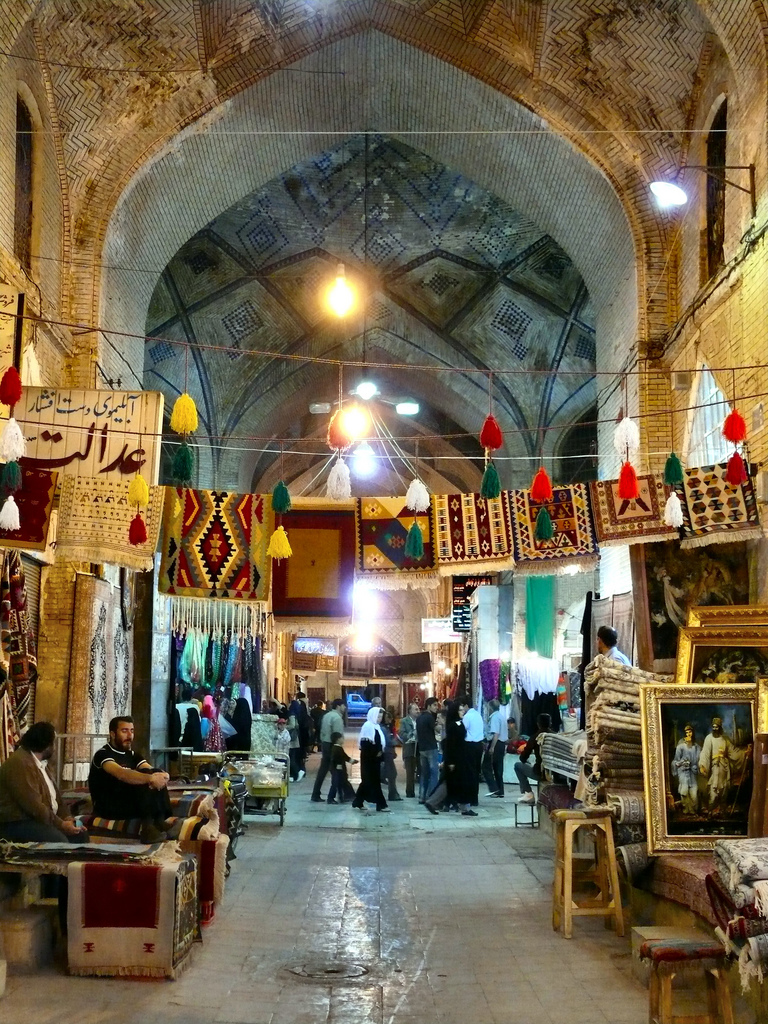
نمایی از درون بازار

معماری این بنا بر گرفته از بازار قیصریه لار و همچون بازارچه بلند اصفهان است؛ اما پهنای بازار وکیل بیش از سایر بازارهاست. همچنین ۷۴ دهانه تاق ضربی بازار با بلندای بیش از ۱۱ متر بلندتر از تاق سایر بازارهاست که البته هم اینک به علت خاکریزی کف بازار، ارتفاع طاق‌ها به ده متر تقلیل یافته است.
این بازار که از نظر معماری دارای سه فضای جداگانه است، گذرگاه (برای گذر مشتریان)، حریم مغازه (به بلندای نزدیک به ۲ پله بالاتر از سطح زمین)، فضای مغازه (جایگاه فروش) است. بازار دارای پنج در بزرگ است که در چهار سوی آن جای گرفته است. هم چنین شامل دو راهروی شمالی - جنوبی و شرقی - غربی است که چون صلیبی یکدیگر را قطع کرده‌اند. در تقاطع این دو رشته چهار سوق قرار گرفته است که بر روی یک هشتی قرار دارد. این چهار سوق دارای طاق بزرگ ضربی محکمی است و در پای طاق نیز چند ترنج آجرکاری شده است. در هشتی نیز مغازه‌هایی چهارگوش در دو طبقه وجود دارد.
ضلع شمالی - جنوبی بازار از دروازه اصفهان شروع می‌شود و تا کوچه جنوبی سرای مشیر ادامه می‌یابد. در دو طرف این راسته هر قسمت ۴۱ جفت (۸۲ باب) مغازه وجود دارد که در جلو هر یک سکویی از قطعات سنگی بزرگ که بر روی آن، ترنج‌هایی برجسته کنده‌کاری شده است. در این بازار برای جلوگیری از نم و رطوبت، مغازه‌ها را نزدیک به یک متر فراتر از سطح زمین ساخته‌اند. مغازه‌ها اغلب دارای پستو بوده و در دو طبقه طراحی شده‌اند.

### راسته‌ها و خرده بازارها
در شمال شرقی این راسته، چند کاروانسرای قدیمی به نام‌های روغنی، گمرک و احمدی ساخته شده است که در ورودی آن‌ها در درون بازار است. هر یک از این کاروانسراها دارای چندین حجره می‌باشند. راسته شمالی - جنوبی را بازار بزازان نیز نامیده‌اند. در سال ۱۳۱۵ به علت گسترش خیابان زند ۱۱ حجره از حجره‌های این ضلع از بین رفته است. ضلع شرقی-غربی نیز دارای دو بخش است:
1. بخش خاوری (شرقی) چهار سوق که آن را بازار علاقه‌بندان می‌نامند. این بخش دارای ۱۹ جفت مغازه است که هم اینک مرکز فرش است و مغازه‌های عطاری نیز در این قسمت یافت می‌شود.
2. بخش باختری (غربی) چهارسوق که آن را بازار ترکش‌دوزها می‌نامند و دارای ۱۰ جفت مغازه است که هم اینک مرکز فروش فرش‌های ایرانی است.
3. در بخش جنوبی چهارسوق در راستای بازار ترکش دوزها، بازار دیگری قرار دارد که مدخل آن در جلو سر در مسجد وکیل است و به بازار شمشیرگرها معروف است. این بازار نیز دارای ۱۱ جفت مغازه است. درب ورودی کاروانسرای وکیل در این راسته قرار گرفته است امروزه این کاروانسرا به سرای فیل شهرت دارد.
4. در قسمت شمالی بازار وکیل سه سرا وجود دارد به نام‌های سرای احمدی و سرای روغنی و سرای گمرک که در این بین سرای احمدی از آن دو متاخرتر می‌باشد ولی هر سه متعلق به مجموعه زندیه می‌باشند.

در زیر چهار سوق، حوض بزرگی از سنگ مرمر قرار داشته که آب آن از آبراهی که از زیر بازار ترکش دوزها می‌گذشته، فراهم می‌شده است. این آبراه به صورت طاق ضربی است و از آجر و ساروج ساخته شده است و هم اینک نیز وجود دارد؛ اما حوض مرمرین به علت بالا آمدن کف بازار، از میان رفته است.
سامانه تهویه هوا به علت بلندای زیاد سقف طاق و تویزه‌ای بازار کامل بوده است. این امر به وسیله بادگیرهایی ساده انجام می‌گرفته است. همچنین دریچه‌ها و روزنه‌هایی به نام جامخانه یا هورنور در زیر سقف جاسازی شده بوده که هوا و نور کافی را به بازار می‌رسانند. اما هم اینک پس از بازسازی، این روزنه‌ها بسته شده‌اند. هم اینک در بالای مغازه‌ها مشبک‌هایی جهت تهویه هوا و روشنایی وجود دارد.
فرش صادر می‌کند.
[[پرونده:]]

## نگارخانه

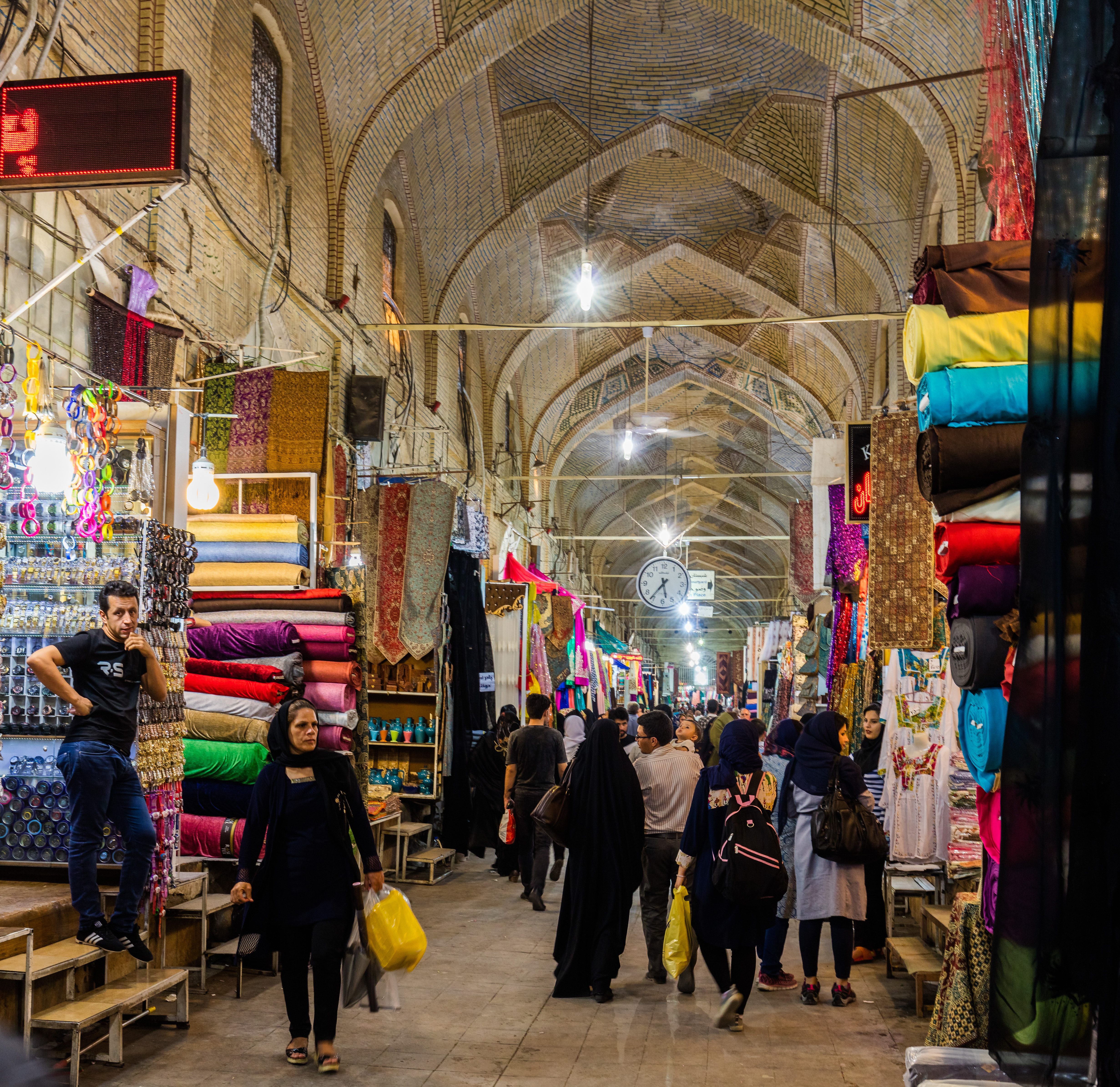
بازار وکیل
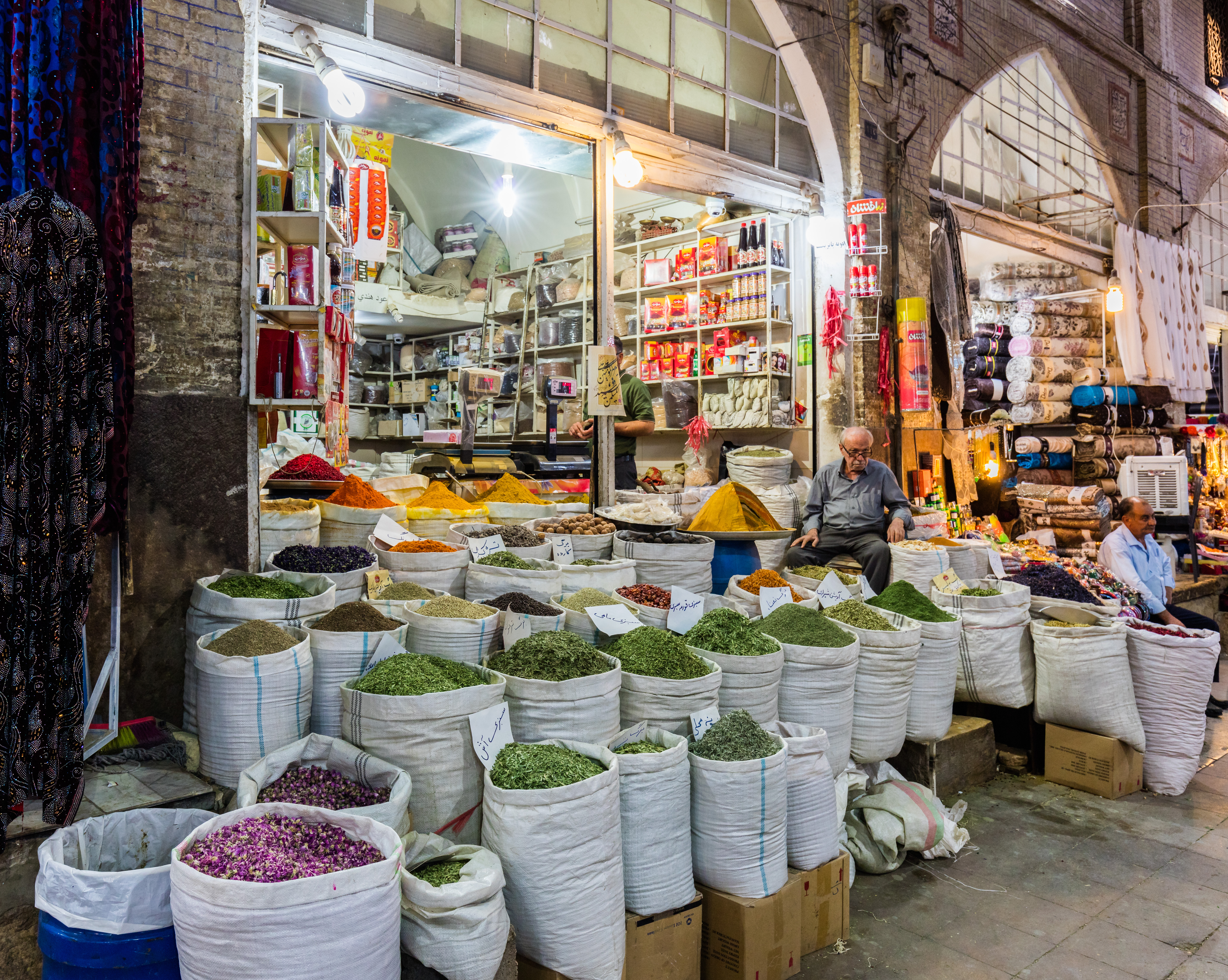
ادویه فروشی ها
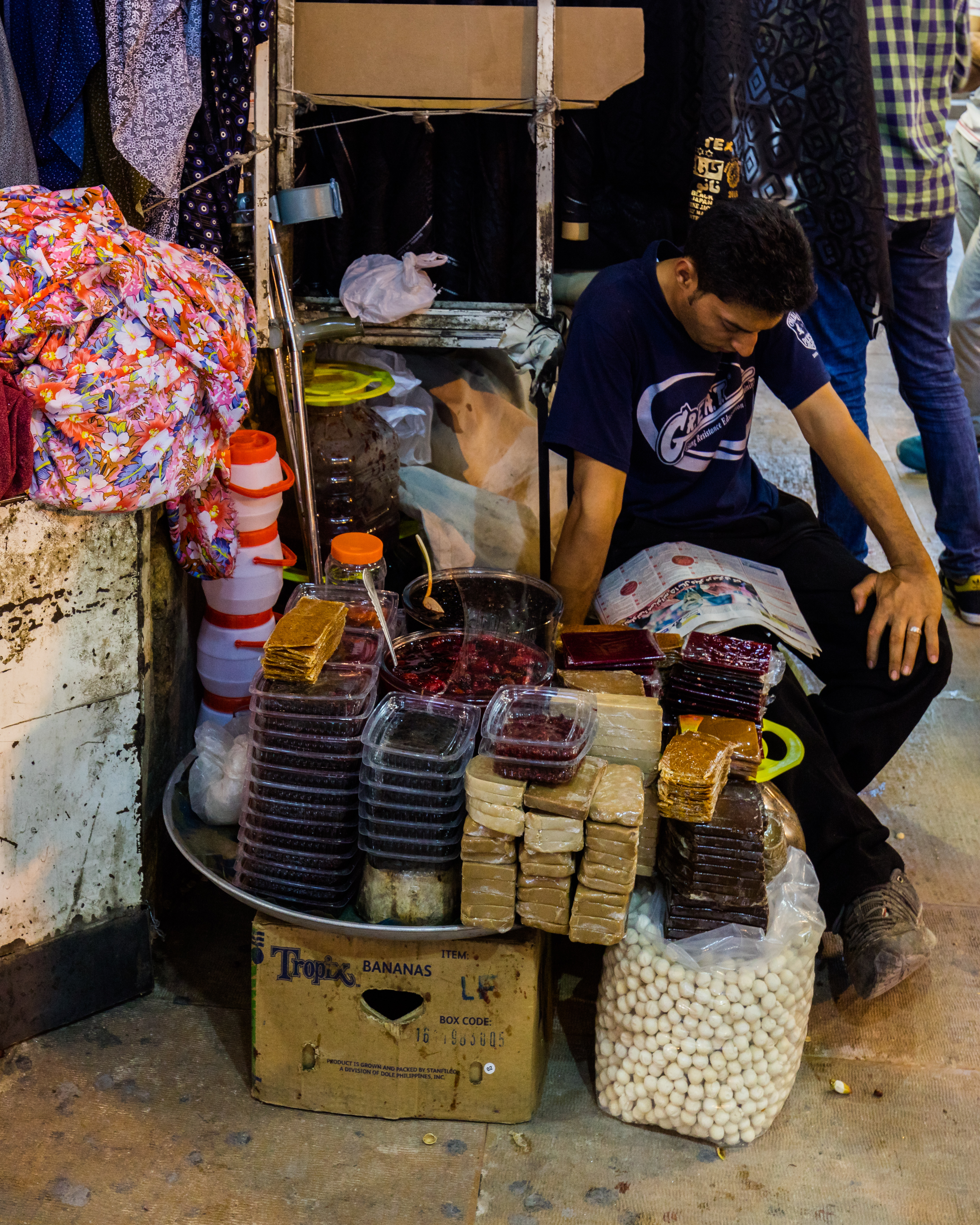
شیرینی فروش

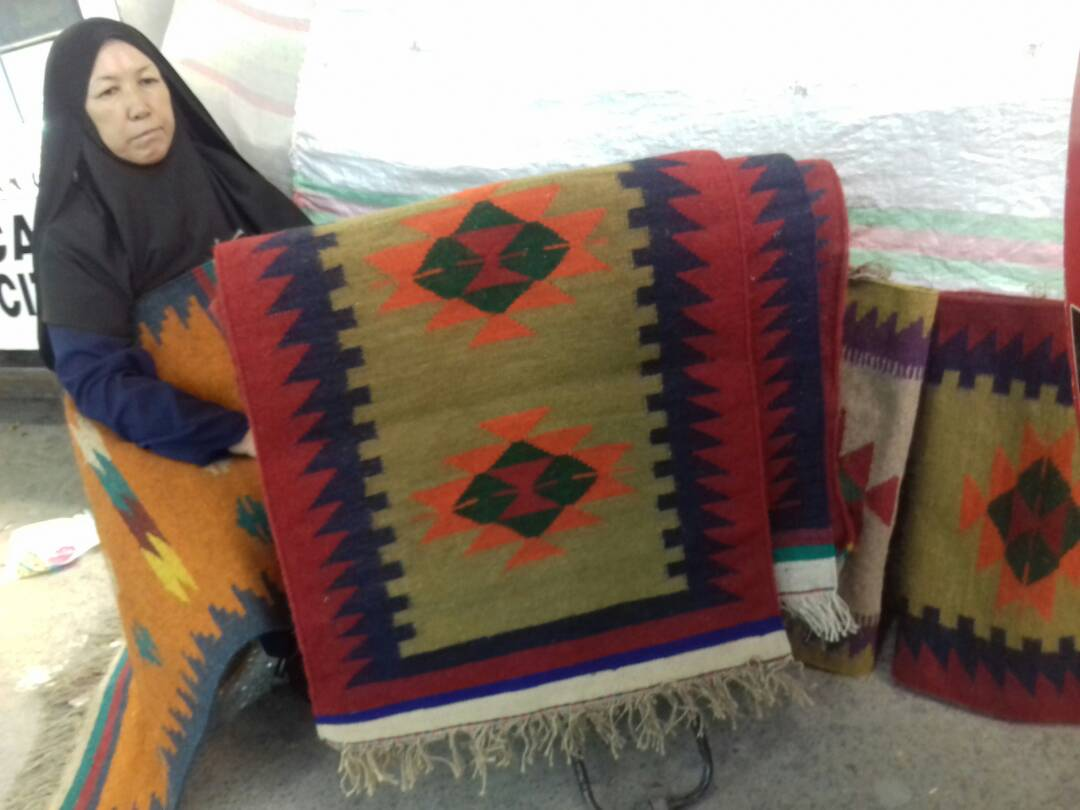
یک زن افغانستانی بافنده گلیم در بازار وکیل
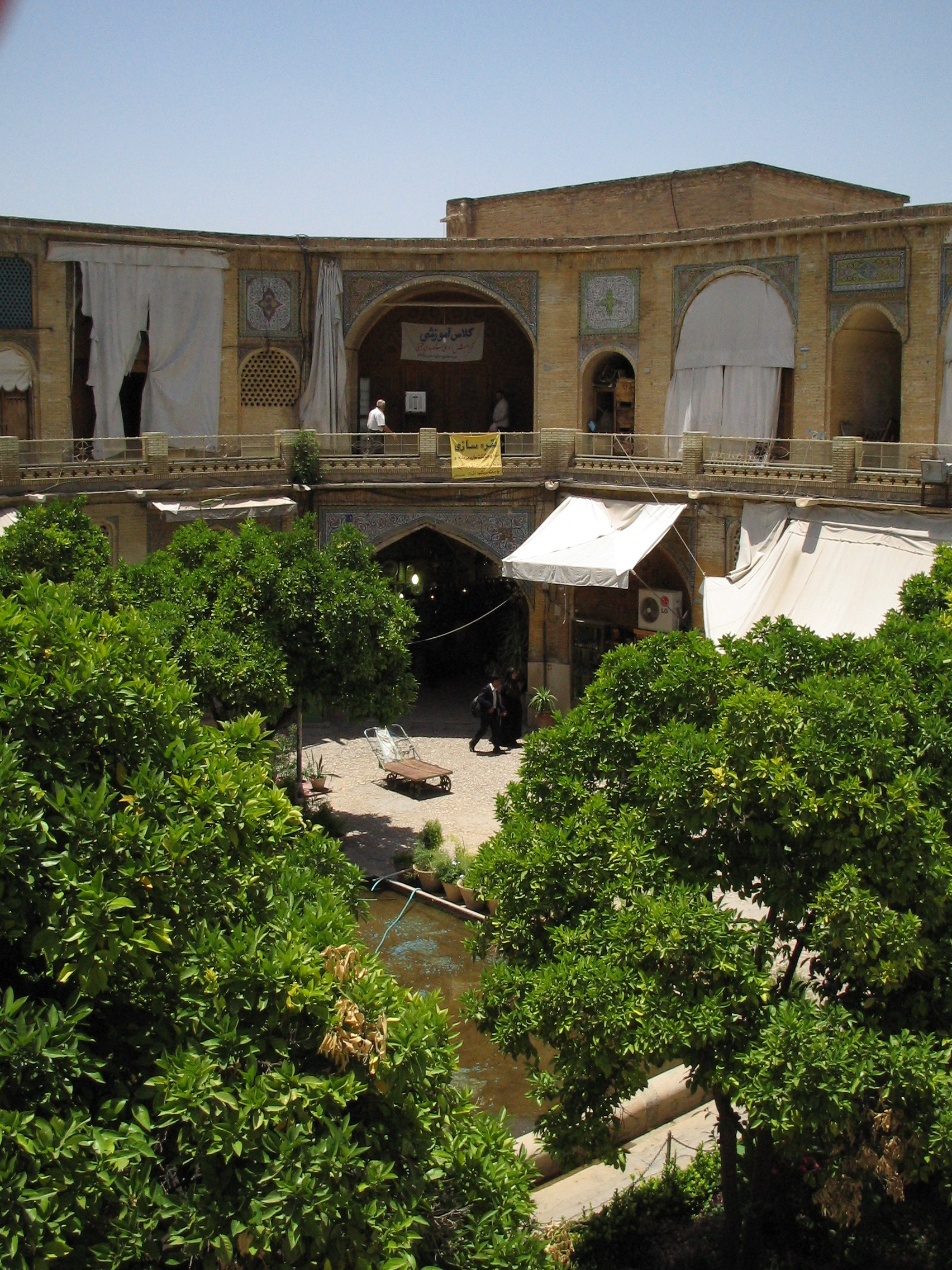
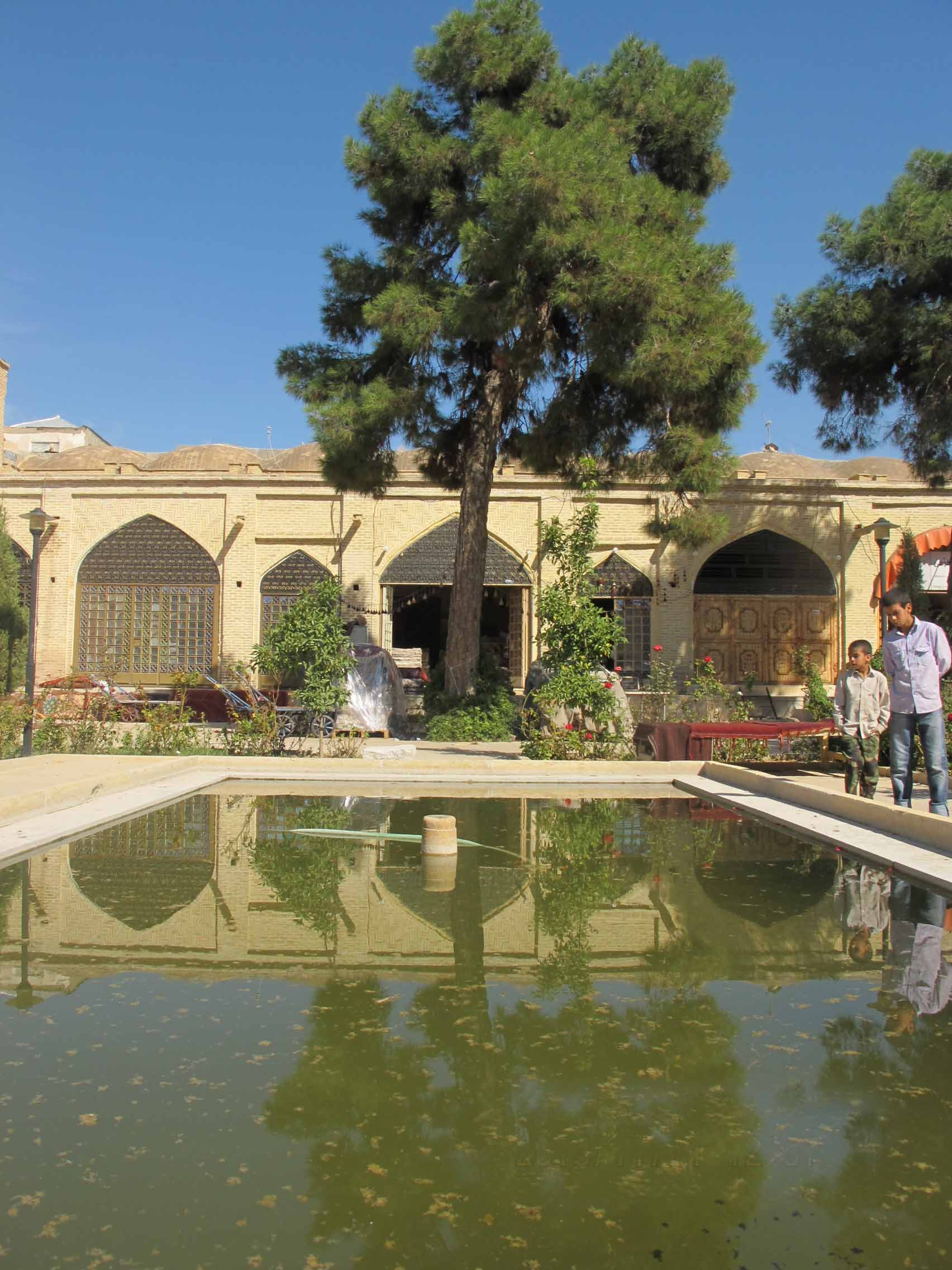
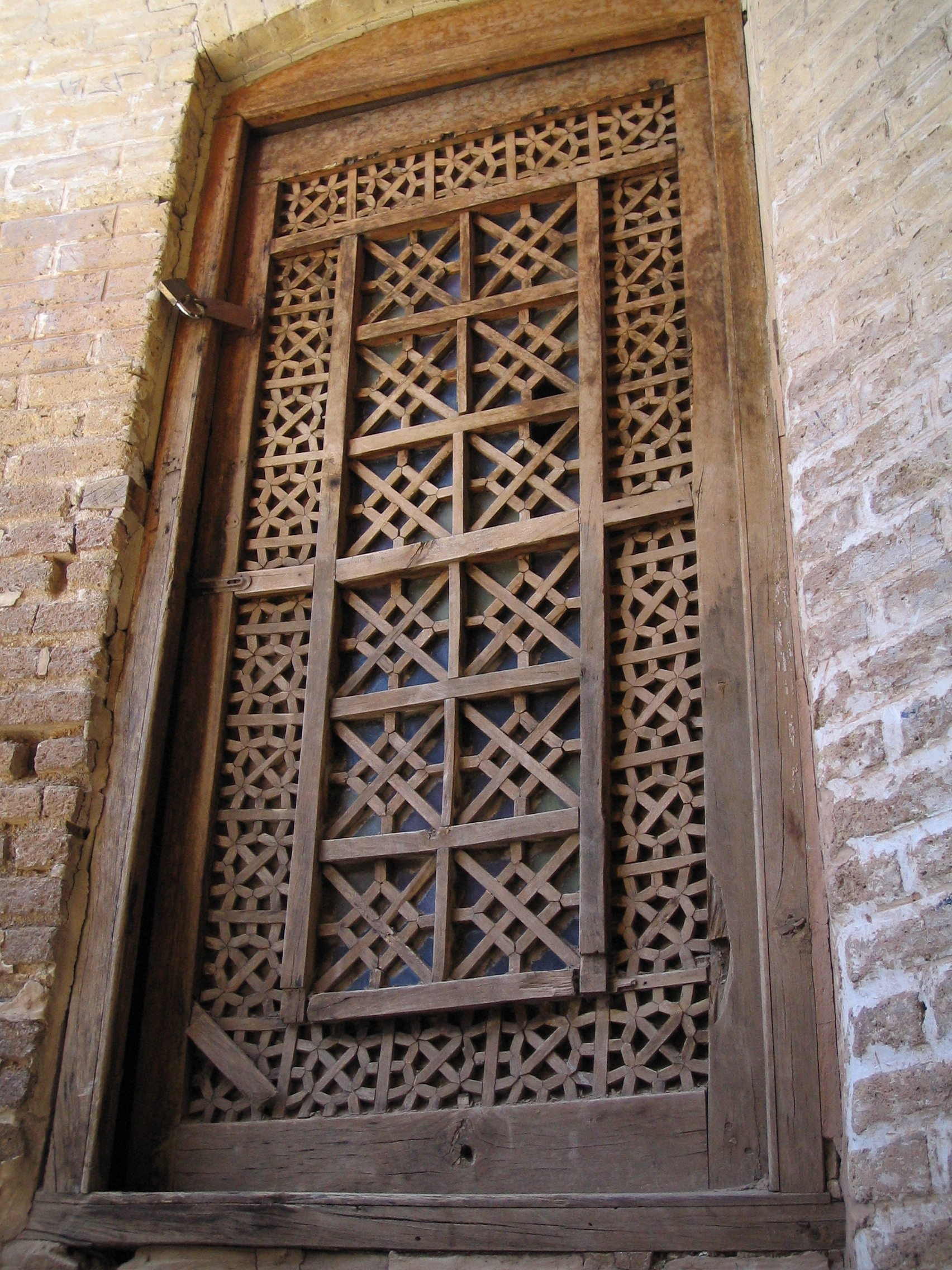
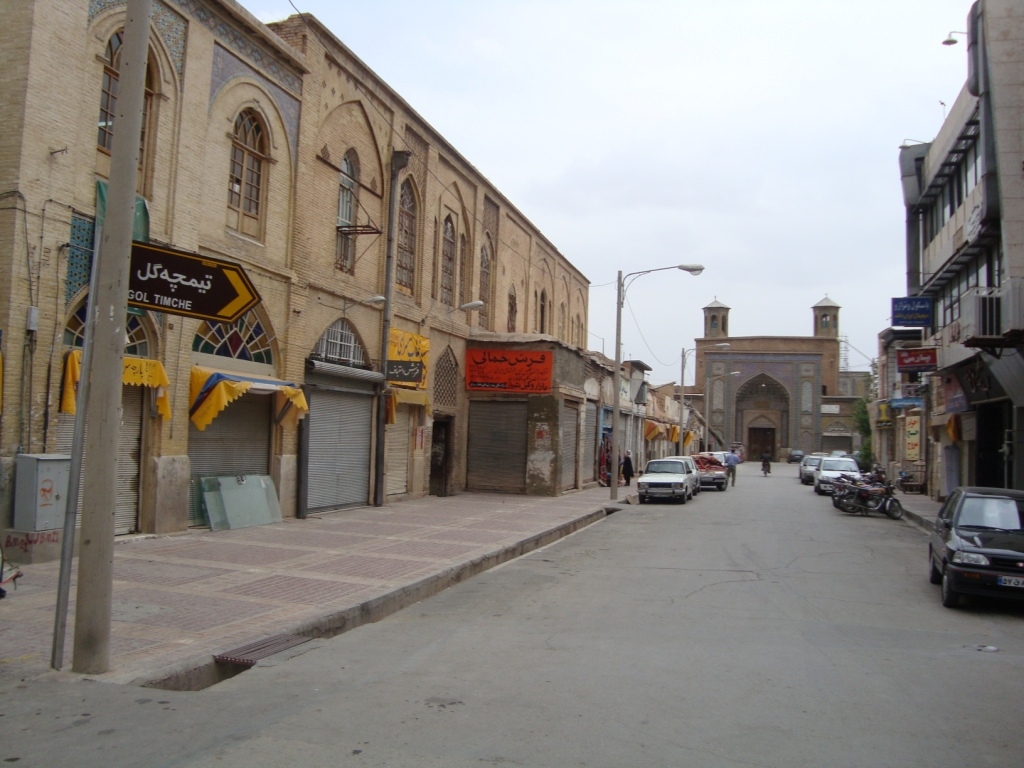
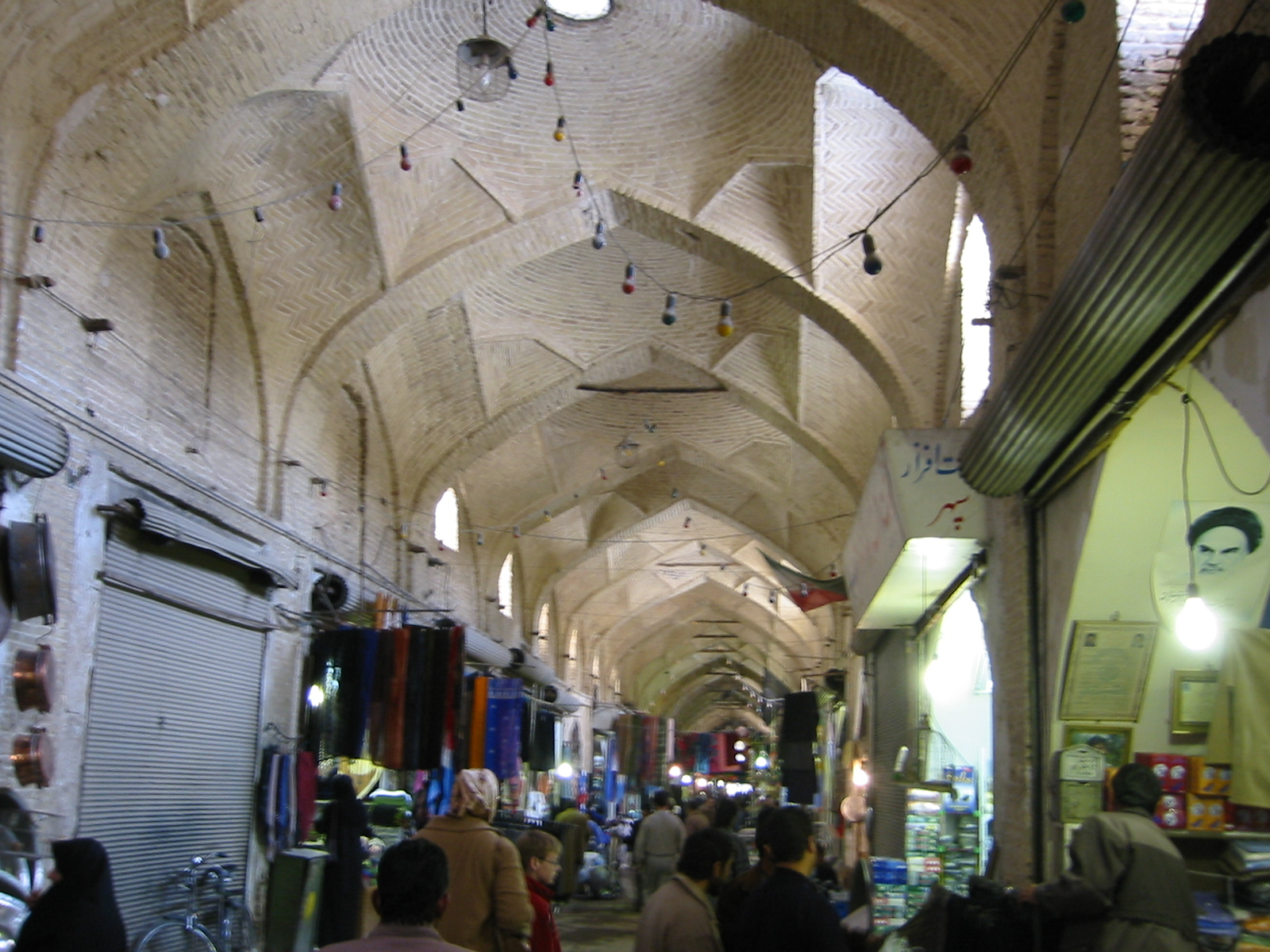
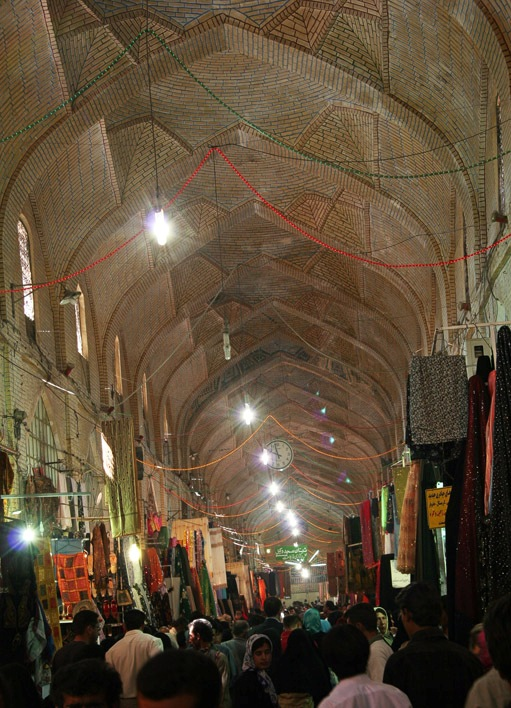
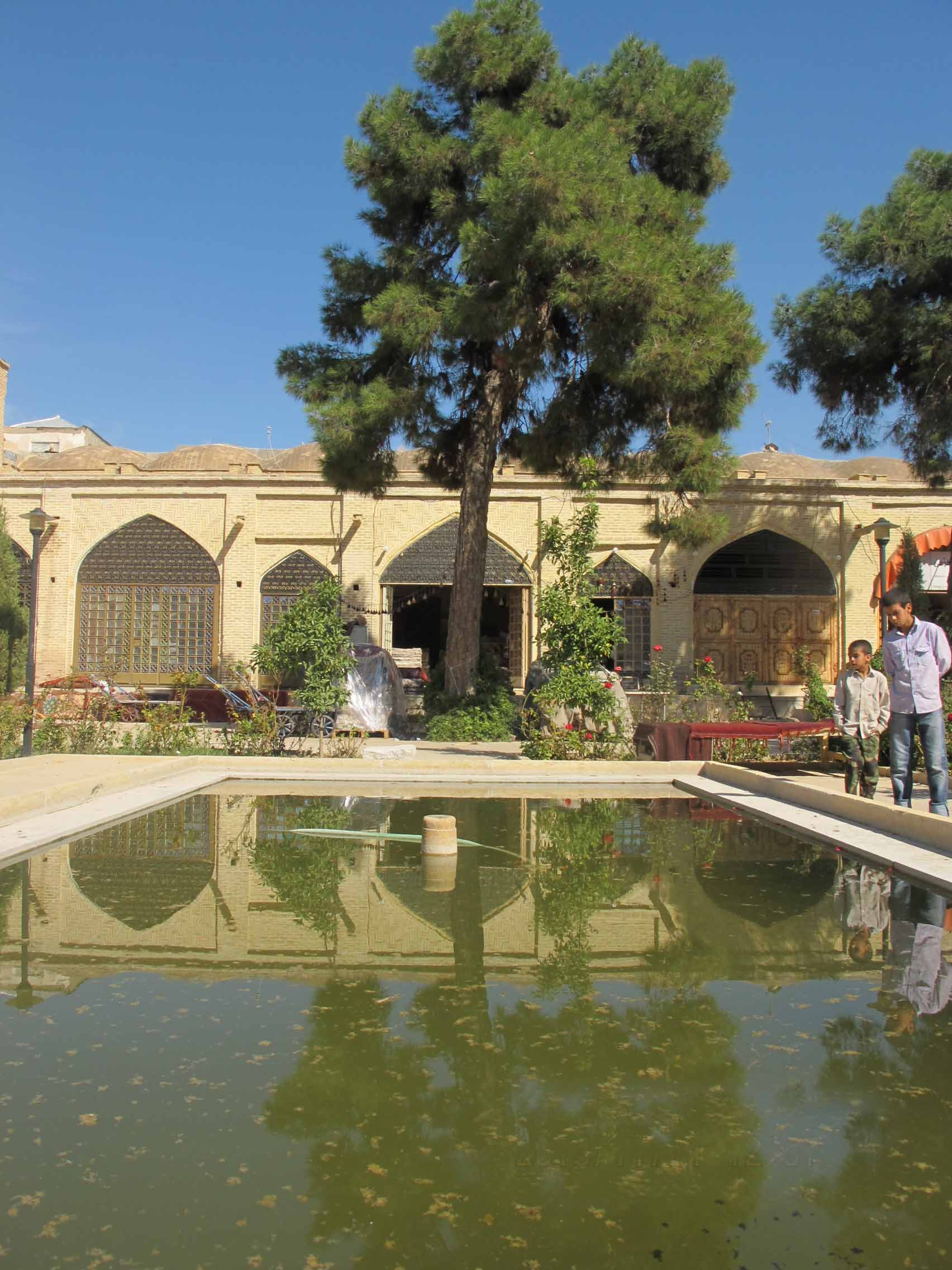
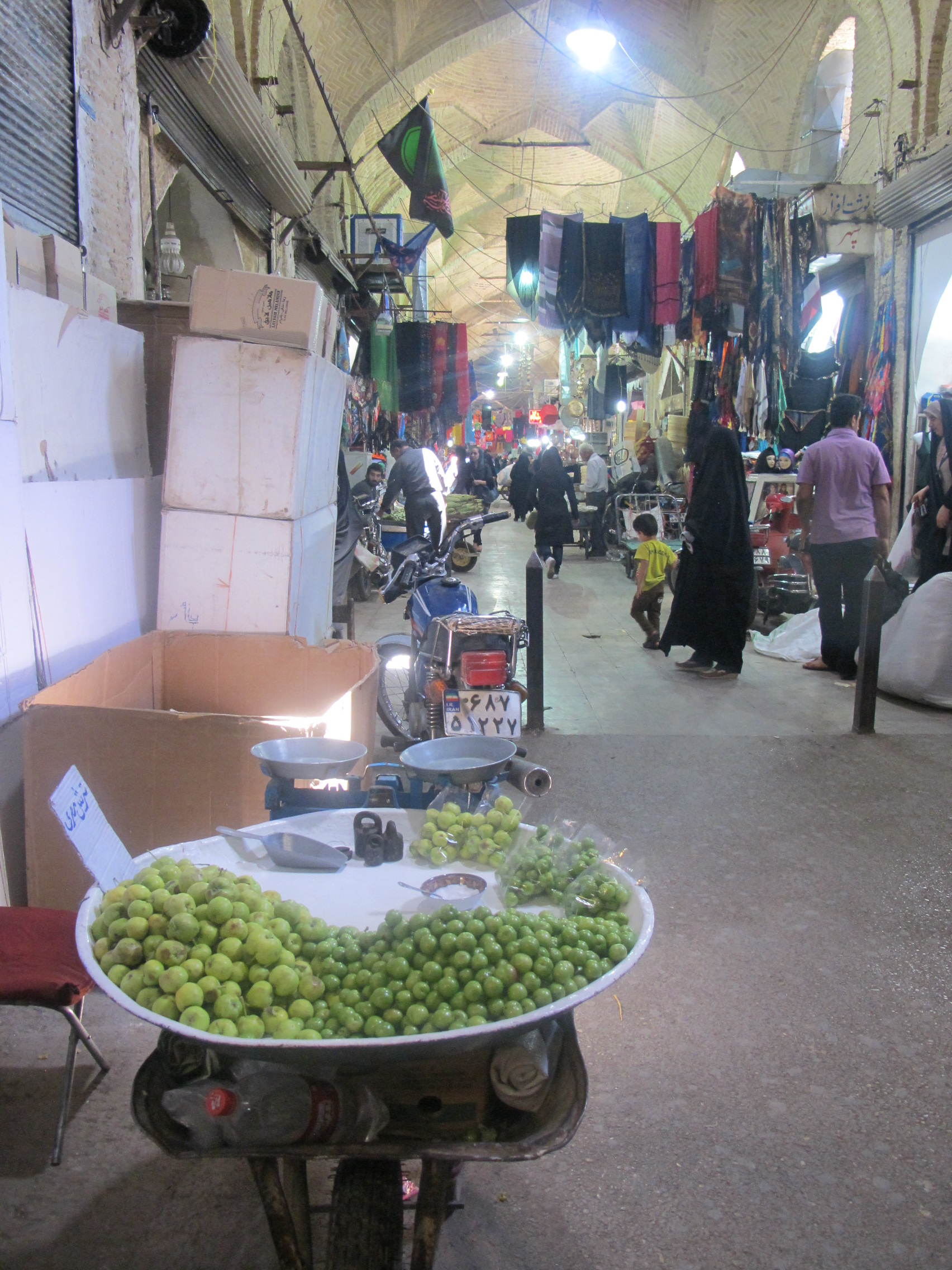
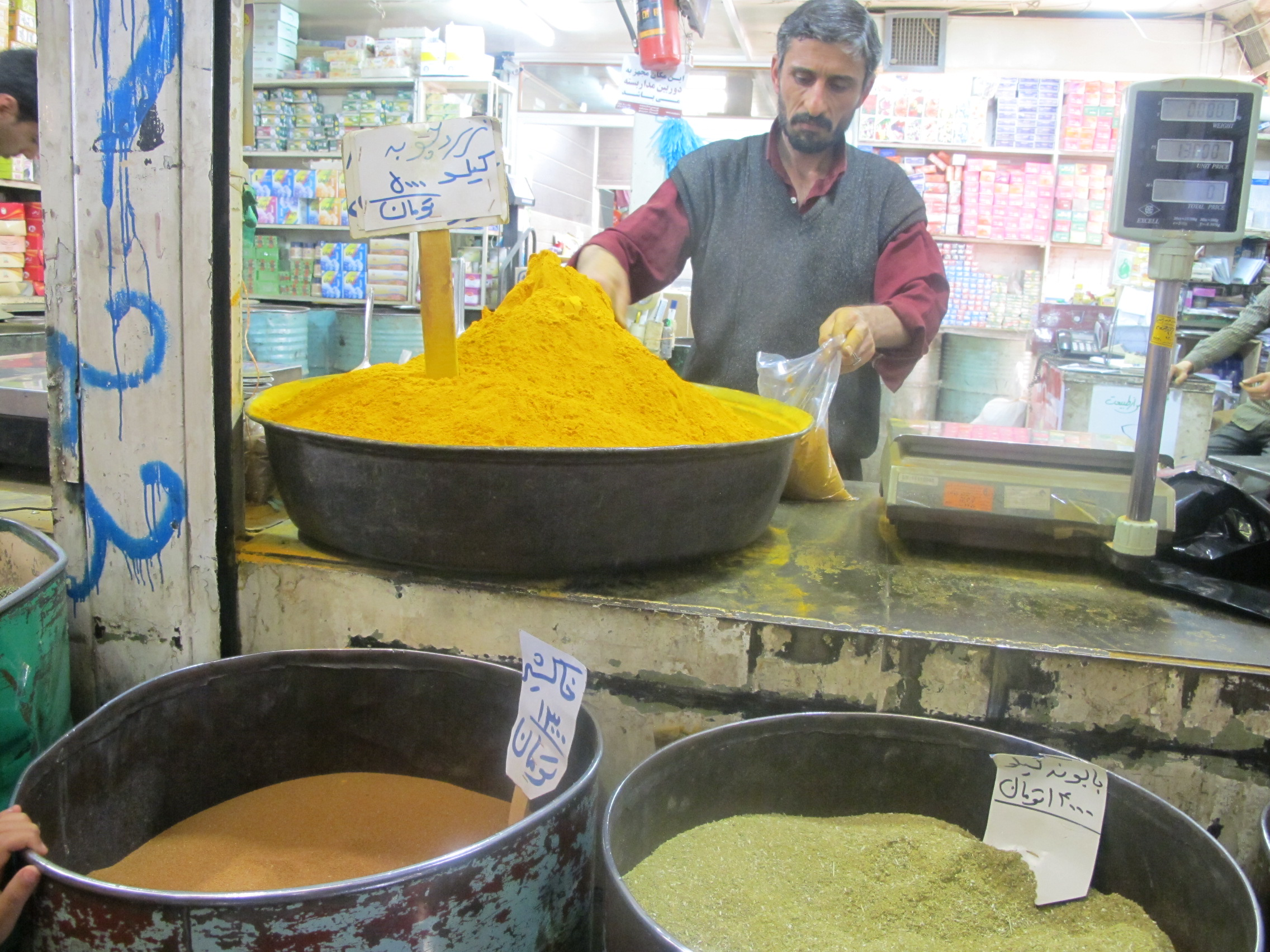
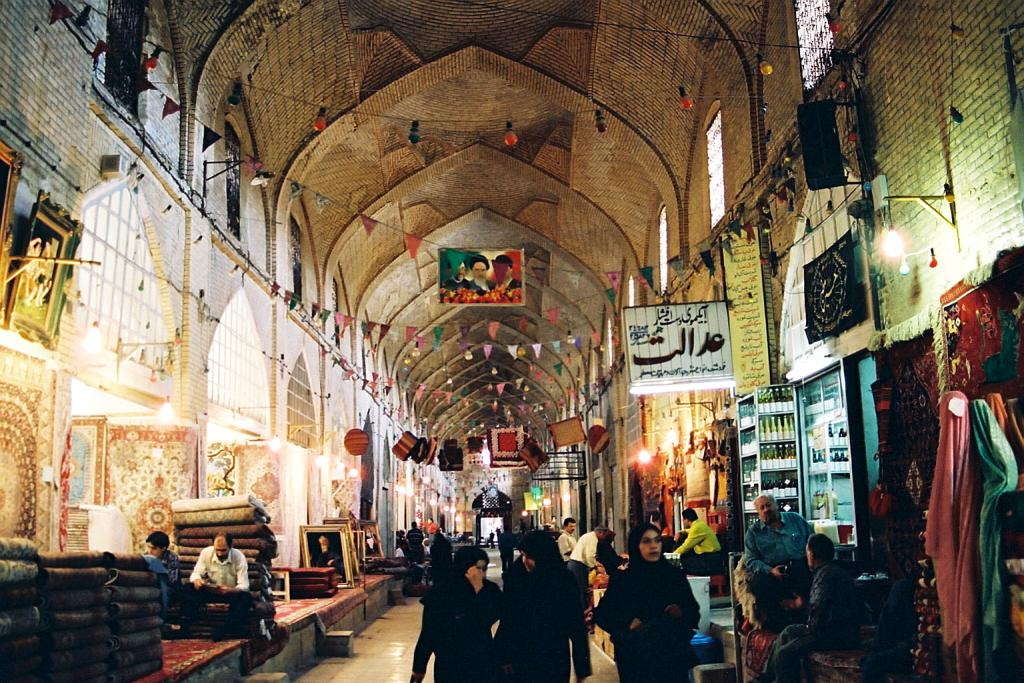
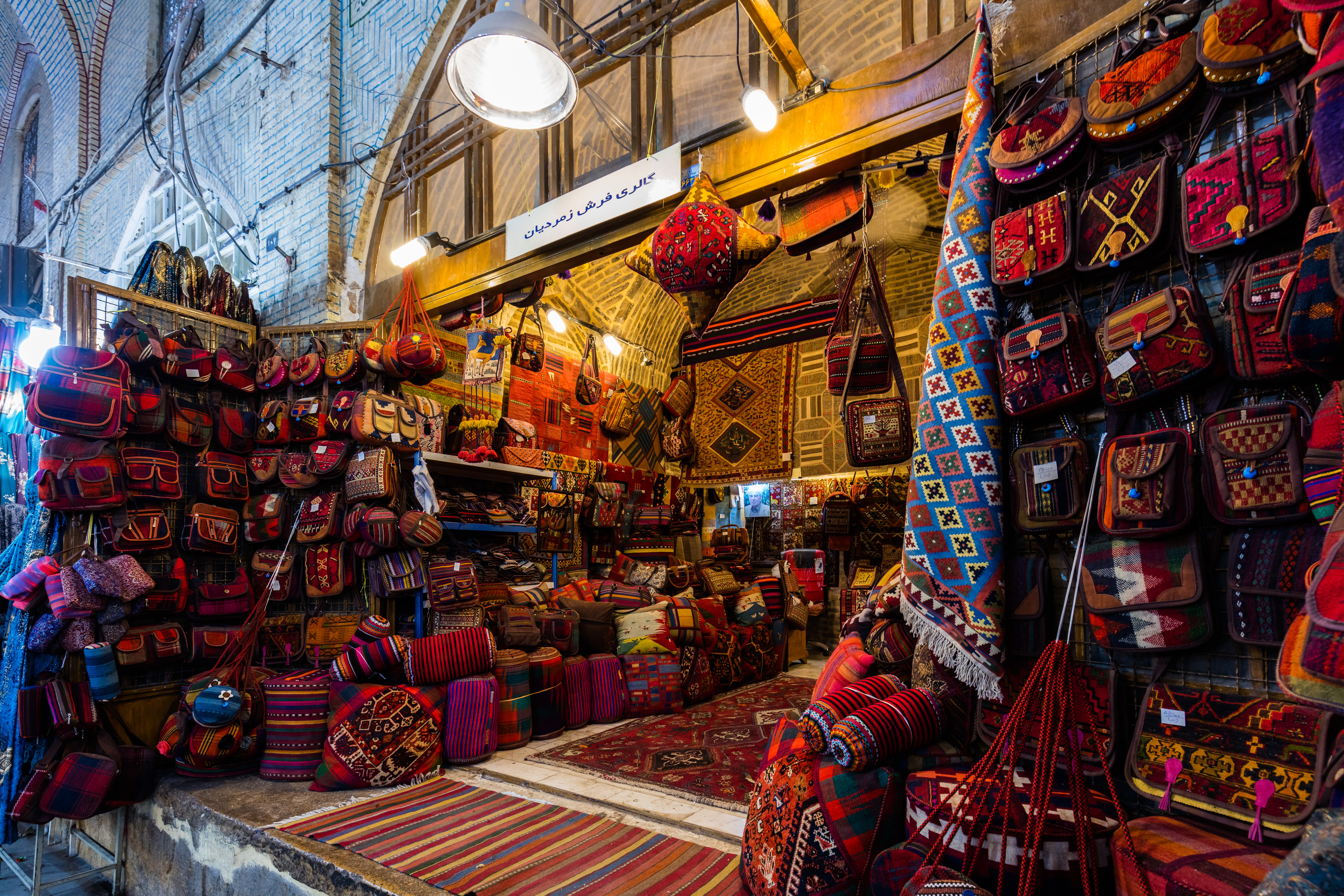
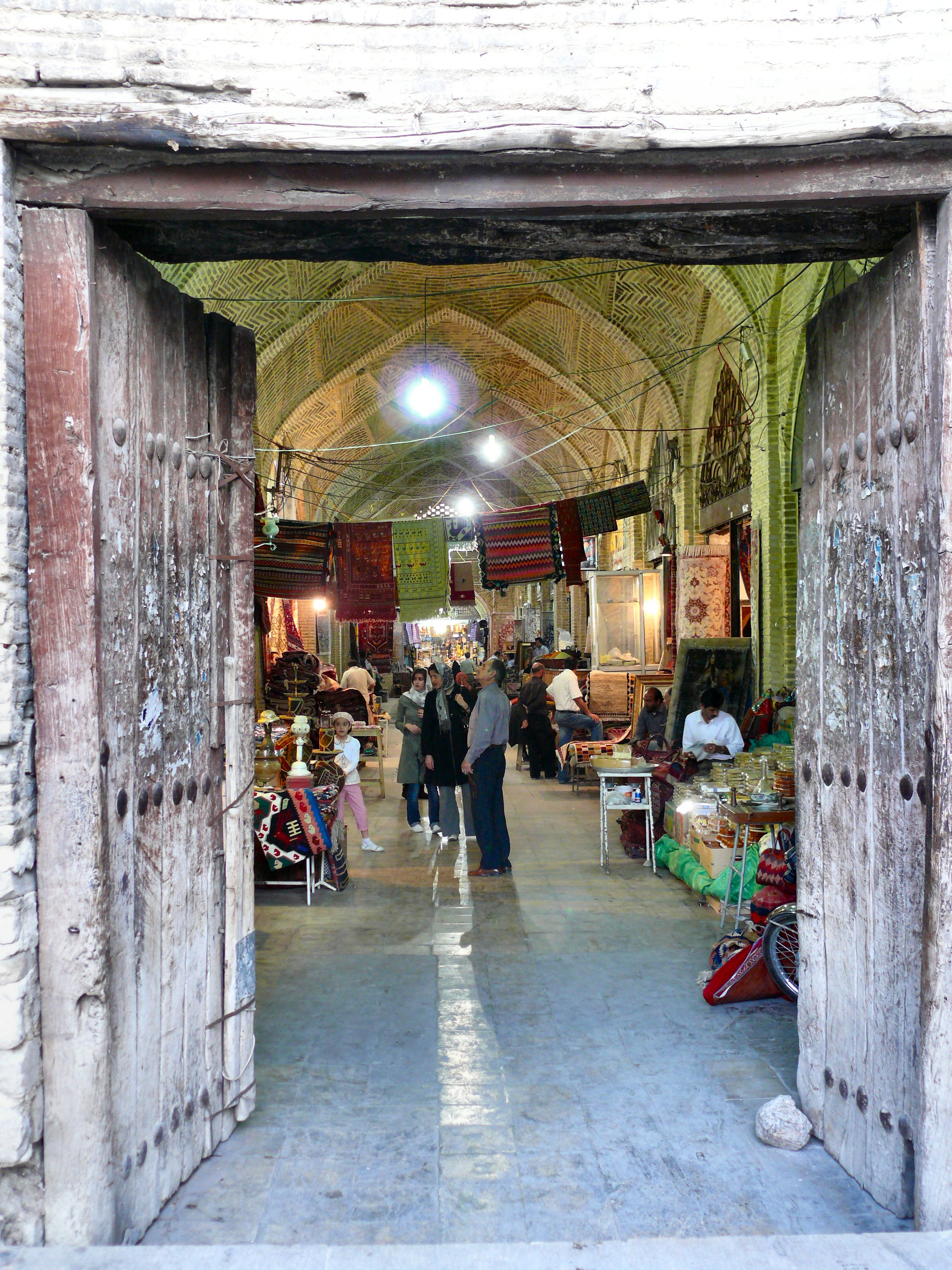
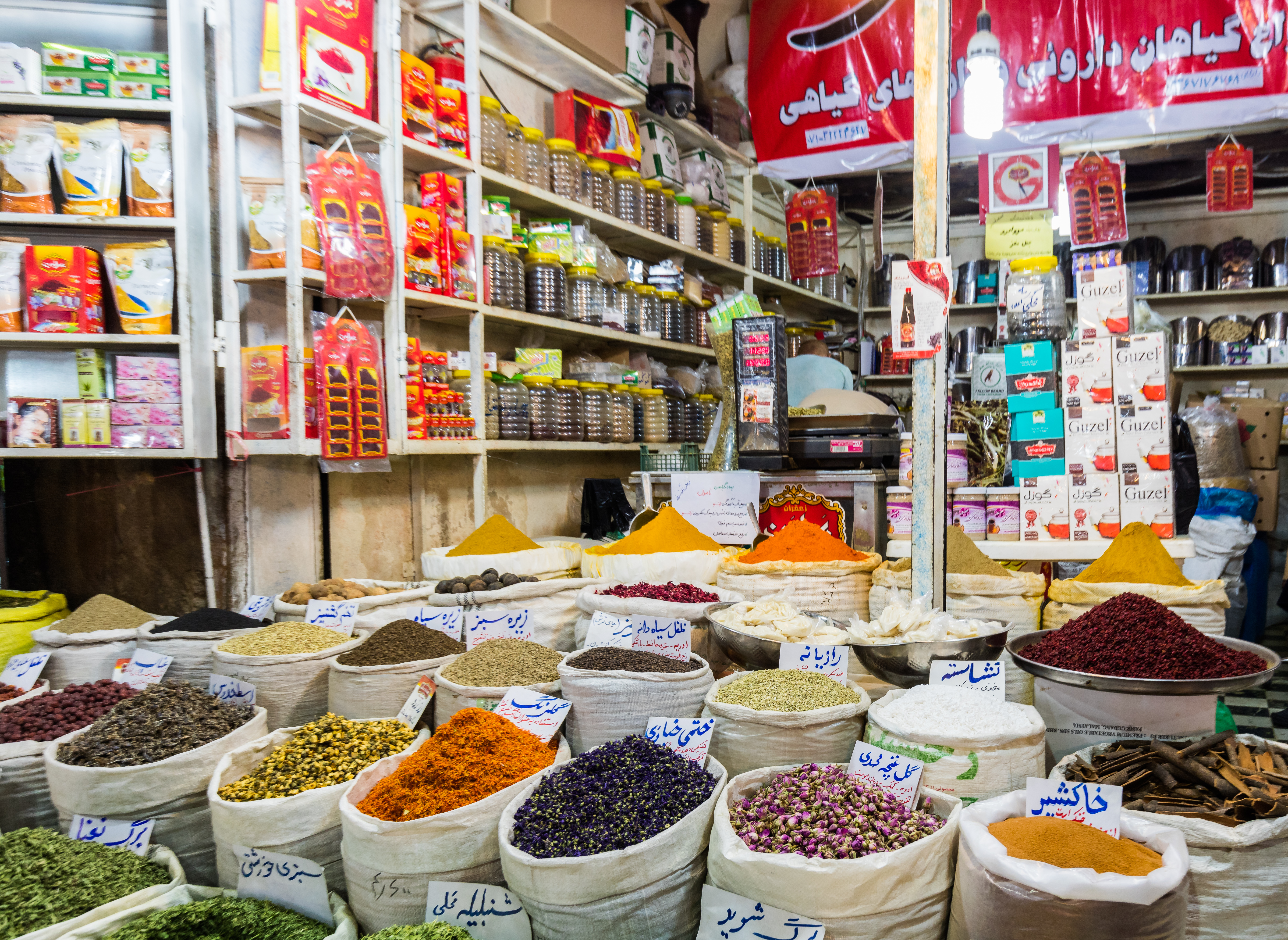
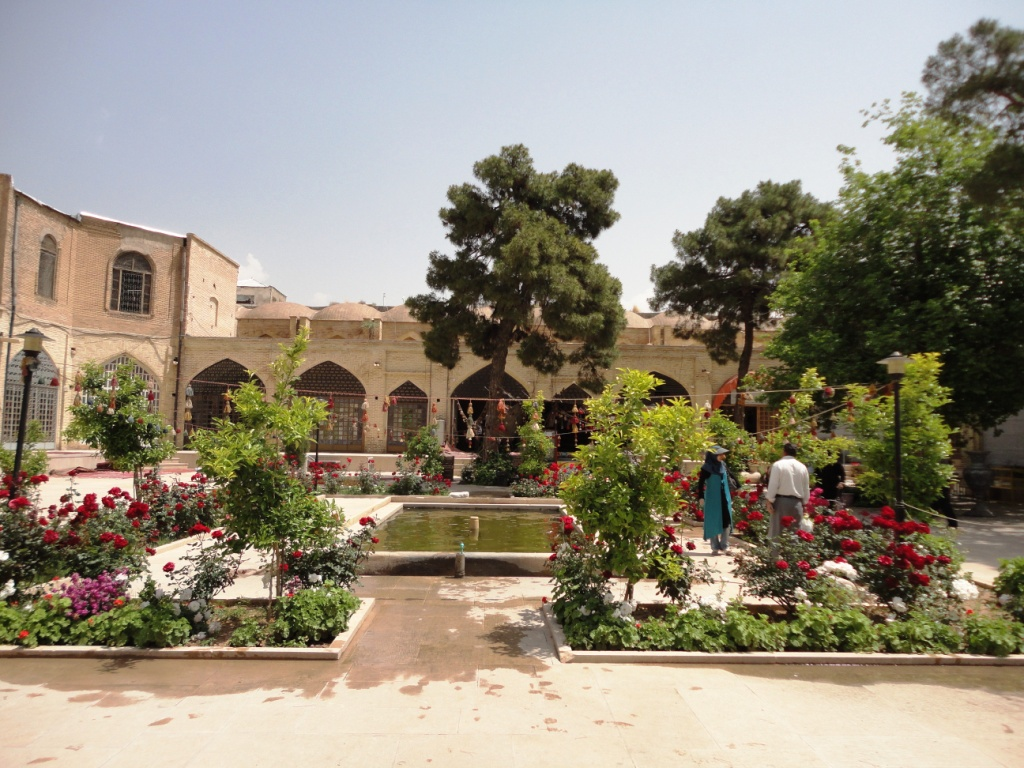